# Komunistický režim

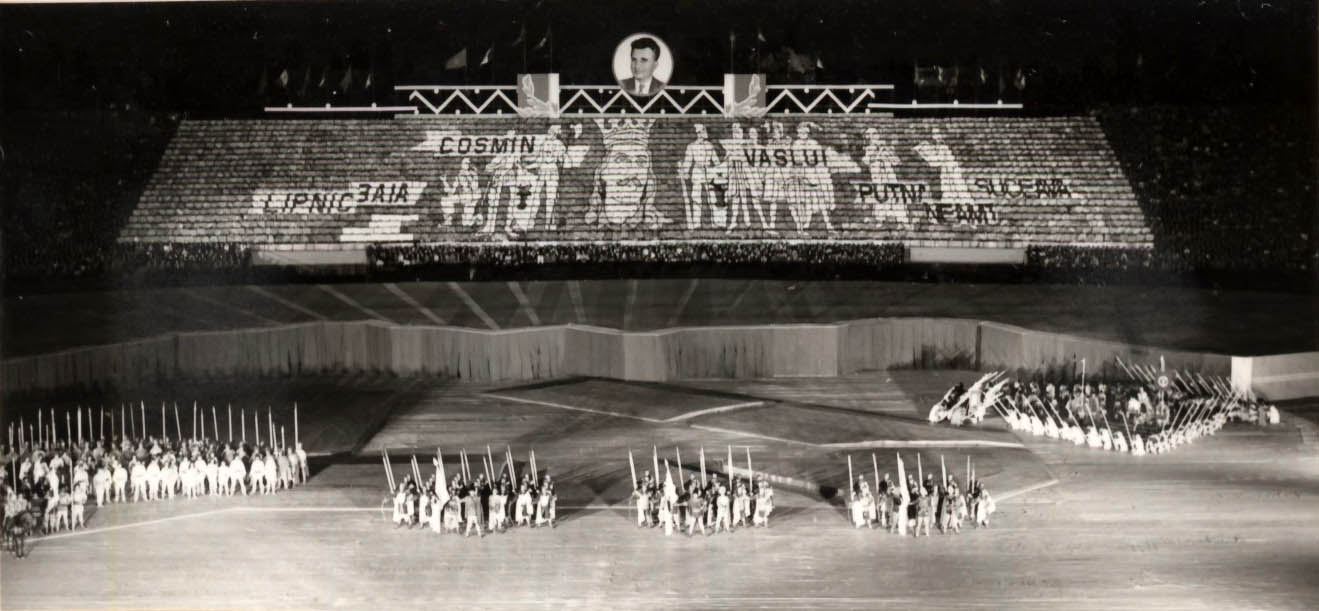
Pro komunistické režimy je typické pořádání masových akcí, protkaných komunistickou symbolikou a uctíváním vysokých představitelů režimu. Příkladem je například toto historické představení v socialistickém Rumunsku. Všimněte si portrétu Nicolae Ceaușesca.

Komunistický režim je politický režim států ovládaných komunistickými stranami, které budují stát na ideologických základech marxismu-leninismu a ideích socialismu.
První socialistický režim vznikl převratem v roce 1917 v Rusku pod vládou bolševiků v čele s Leninem a Trockým. Komunistické strany dodnes vládnou v Číně a několik dalších státech. Některé názorové proudy, například trockisté, tvrdí, že režimy v Sovětském svazu od Stalina do Gorbačova a režimy Východního bloku včetně Kuby, Severní Koreje a Číny neměly s myšlenkou komunismu nic společného, a nazývají je proto režimy stalinistickými. Státy s komunistickým režimem se samy neoznačovaly jako komunistické – nazývaly se (nazývají se) jako lidově demokratické (např. Československo v letech 1948–1960, Severní Korea), lidové (např. Čína, Polsko, Maďarsko) nebo socialistické (např. Československo v letech 1960–1989, Rumunsko).
Některé komunisty ovládané státy propadaly politické despocii, ekonomické stagnaci a kulturnímu zaostávání. Podle nejvyšších odhadů se celosvětový počet obětí vůdců komunistické ideologie za celou jeho existenci (1922–1991) může blížit až ke 100 milionům mrtvých.
V období let 1948 až 1989 Komunistická strana Československa ovládala Československo. Zákonem č. 198/1993 Sb. ze dne 9. července 1993 O protiprávnosti komunistického režimu a o odporu proti němu byl komunistický režim v Československu označen za protiprávní a zavrženíhodný.

## Dějiny
Němečtí filozofové Karl Marx a Friedrich Engels rozpracovali vlastní materialistické pojetí dějin, ve kterém je podle nich stav v každé společnosti nástrojem útlaku jedné společenské třídy nad druhou, tento stav bude odstraněn nastolením beztřídní, komunistické společnosti.
Prvním státem vedeným komunistickou stranou se stalo 7. listopadu 1917 převratem Rusko, kde bylo přijato marxistické učení diktatury proletariátu. Hlavním ideologem a vůdcem této země byl Vladimir Iljič Lenin, který se navrátil z exilu v Curychu. Němci očekávali, že Lenin svojí revolucí paralyzuje bojeschopnost ruské armády a ukončí válku na východní frontě. Jeho transport měl na německém území právo exteritoriality, střežili ho němečtí vojáci a jeho revolucionáři pobírali finanční podporu od Německého ministerstva financí.
Lenin se rychle zbavil opozice a omezil soukromé vlastnictví. Nahradil ho Novou hospodářskou politikou (NEP), jakožto uvolněné formy státního kapitalismu, kterou Stalin později zrušil, aby získal více peněz na materiální zajištění obranné války se západními sousedy SSSR. V červenci 1918 byl bolševiky zavražděn car Mikuláš II. a jeho rodina.
V Československu vzniká samostatná KSČ v roce 1921. Již od počátku se všechny tyto strany řídily (snad s výjimkou německé KS s vlastním silným vedením a jugoslávské KS pod vedením Tita[zdroj⁠?!]) pokyny a rozkazy z Moskvy řízené Komunistické internacionály. Po druhé světové válce zaznamenala komunistická strana nebývalé popularity, v parlamentních volbách 1946 dosáhla v českých zemích nejlepších výsledků, v únoru 1948 následoval puč a KSČ tak postupně získala moc v celém Československu.
Brzy se však KS ve svých praktikách přiblížily KSSS, s níž byly spřízněny. Svojí vládu vykonávaly prostřednictvím zastrašování a teroru, mnohdy docházelo i k porušování zákonů napsaných v duchu socialismu v jednotlivých zemích východního bloku. Po rozpadu Sovětského bloku vliv komunistických stran poklesl, avšak až na výjimky (například Slovensko) zůstávají zastoupeny v parlamentech.

### Konec reálného socialismu
Na konci 80. let 20. století se státy, jejichž státní zřízení bylo založeno na ideji komunismu, dostaly do rozsáhlých krizí; stejně tak se nepodařilo převychovat občany komunistických států podle potřeb komunistické ideologie. To si v různé míře uvědomovala i vedení jednotlivých komunistických stran, a proto byl postupně prosazován pojem "reálný socialismus", jenž měl ve slovníku ideologů označovat jakýsi "reálný" předstupeň té pravé komunistické společnosti, jež byla umisťována do blíže nespecifikované budoucnosti. V zemích ovládaných komunistickými stranami však byla ideologie pouze využívána pro udržování nedemokratické, totalitní vlády, takže nakonec z původního plánu „budování nové společnosti“ mohlo být realizováno jen velmi málo.
V konkurenci států s tržní ekonomikou tyto státy neobstály a nakonec se navrátily k více či méně demokratickým formám vlády založených na soukromém vlastnictví. Na začátku 21. století tak zbylo jen několik států, kde se podařilo udržet totalitní režim za cenu tvrdého útlaku a až na výjimky pokračující hospodářské stagnace. Příkladem je Vietnam, Kuba, pevninská Čína nebo Severní Korea. S výjimkou Severní Koreje byly tyto země v 90. letech vzhledem ke krizím nuceny systém reformovat; v jisté míře povolily západní investice a soukromé vlastnictví a díky tomu zažívají někdy i relativně velký hospodářský růst. Naproti tomu však zůstala cenzura a trest smrti například i pro názorové oponenty se stále v některých zemích běžně uplatňuje. Ukazuje se tak, že negativa spojená s komunistickými režimy (jako je např. porušování lidských práv, omezování svobody projevu a shromažďování atd.) nejsou v rozporu se svobodným trhem, resp. s ekonomikou neoliberalismu.

## Postoj k náboženství

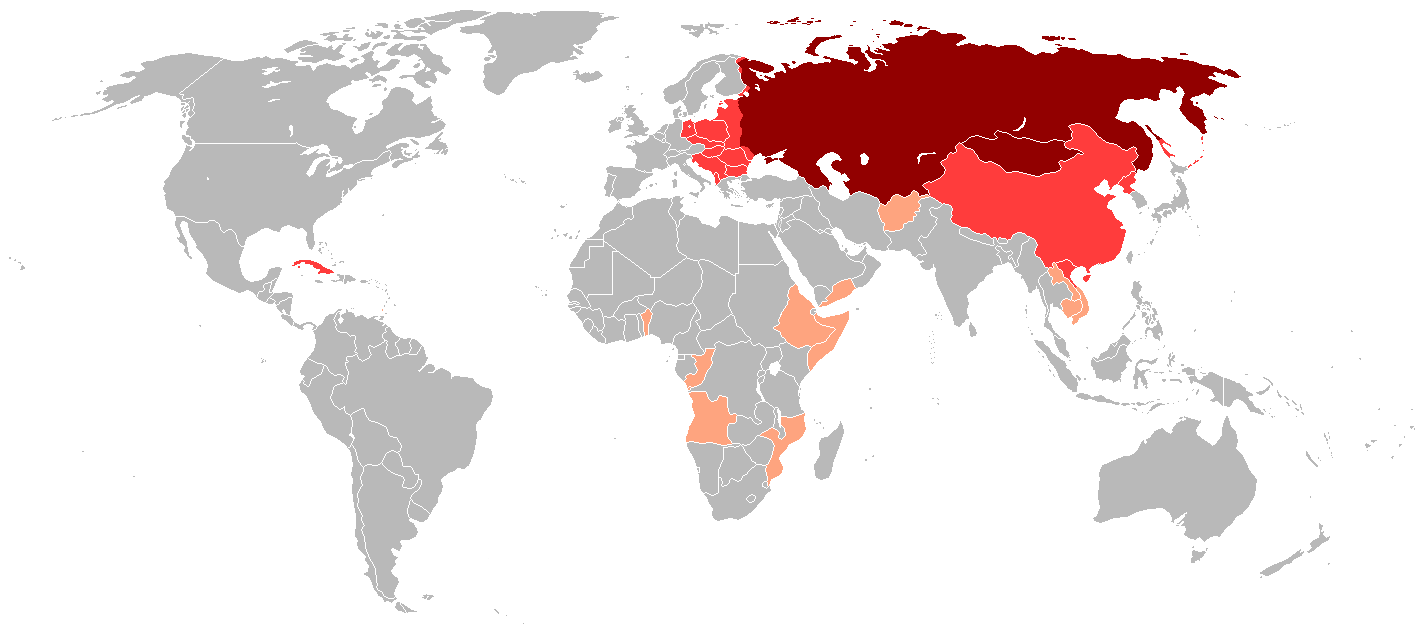
Komunistické státy (oficiálně socialistické) ve 20. století. Tmavě červenou je znázorněno komunisty ovládané území v roce 1922, světle červenou země „socialistického tábora“, oranžovou státy, kde se pokoušeli komunisté tuto formu vlády vytvořit, většinou neúspěšně

Vztah komunismu (ať již v sovětských zemích či lidově demokratických) k náboženství je vyloženě nepřátelský; z pohledu celé ideologie je opiem lidstva, protože dává lidem falešné uspokojení ze zjednodušeného výkladu světa a dává jim, z komunistického pohledu, sílu, kterou mohou dočasně překonávat třídní rozpory. Proto musí být náboženství odstraněno. V praxi to však vedlo téměř vždy k jeho plíživému nahrazení uctíváním zasloužilých vůdců komunistických vlád, a to buď postupně, během několika desetiletí (ČSSR), nebo rychle (Albánie). Aplikace tohoto Marxova názoru se však v SSSR během Stalinovy vlády do jisté míry změnila. Původní myšlenku „Čím více svobody, tím méně bohů!“, si Stalin vyložil jako „Čím méně bohů, tím více svobody!“
Ve všech komunistických režimech to v praxi vedlo k pronásledování věřících a zejména náboženských představitelů, nicméně postupně se ve většině z nich prosadila snaha o postupnou likvidaci, spojená se snahou podmanit si a postupně využít některé skupiny věřících k propagandistickým účelům. Náboženské a církevní společnosti, které se podřídily vedení komunistických stran v oblasti politiky a vnějších projevů, dostaly vhodné podmínky k činnosti (byť ani u nich se nepředpokládalo jejich zachování po konečném vítězství nového řádu). Naopak skupiny, které na to nebyly ochotny přistoupit, musely čelit krutým perzekucím. Jako nejnebezpečnější oponent byla ze strany komunistů hodnocena katolická církev, neboť její hlava a nejvyšší struktury sídlily mimo jejich dosah a podmanit si je nebylo možné; navíc církev sama v západních zemích nenásilnou formou komunismus ve východním bloku narušovala. To vyvolávalo snahy vytvořit na území komunistických států odštěpenecké národní církve, což se ovšem většinou nesetkalo s výraznějšími úspěchy (jediným úspěšným státem se v tomto ohledu stala Čína). Potlačovaným náboženstvím se stal také islám, který byl rozšířen v Povolží a na jihu SSSR. Zde však komunistické snahy o ateizaci společnosti nepokročily tak daleko jako v křesťanském prostředí.
Dalším aspektem, do určité míry úspěšným, byla důsledná ateistická výchova na školách a v sociálních zařízeních pro mladistvé, která byla navíc jištěna cíleným vyřazováním věřících ze vzdělávacího procesu (řadě z nich bylo znemožněno vysokoškolské nebo i středoškolské studium, prakticky vyloučené pak bylo, aby se aktivní věřící stal učitelem). Obvykle sice byla svoboda náboženství garantována ústavou, výuka náboženství na školách však byla omezena mnohými restrikcemi a její navštěvování, které se zaznamenávalo do posudků, většinou znamenalo automatické znemožnění studia na středních a vysokých školách.

### Přístup komunistů k náboženství v rané fázi existence SSSR
Podle antikomunistů byl čistě nepřátelský: Stát se snažil církev potlačit. To však platilo zejména za Lenina, později byl vztah mnohem diferencovanější.
V roce 1922 zabral SSSR veškeré církevní cennosti na financování boje proti hladomoru. Zbylý církevní majetek byl sekvestrován. Mezi kněžími se našlo pár kolaborantů, kteří byli ochotni s bolševiky spolupracovat. Kněží Alexandr Vedenskij a Vladimír Krasnitskij zorganizovali Dočasnou vyšší církevní správu. Získala podporu mezi „bílými“ (ženatými) kněžími, jimž byl podle církevního práva zapovězen postup do úřadu biskupa. S pomocí „pracující inteligence“ (pokrokářů) byla nakonec ustanovena tzv. Živá církev (Живая церков).
Josif Vissarionovič Stalin byl vystudovaný pravoslavný kněz (nesložil pouze závěrečné zkoušky).[zdroj?] Znal proto církev dobře zevnitř. Věděl, že církev není možné zničit, že ji však lze jako každou jinou byrokratickou strukturu přimět ke spolupráci. Církev není záležitost jednoho člověka, nýbrž společenství mnoha lidí. Živou církev zrušil a její příslušníky zařadil do oficiální ruské pravoslavné církve. Dne 8. listopadu 1943 byl patriarchou moskevským a vší Rusi zvolen Sergej (Sergius; původním jménem Ivan Nikolajevič Stragorodskij), dnes mnohými považovaný za symbol kolaborace a hereze sergianismu.

## Oběti komunistických režimů

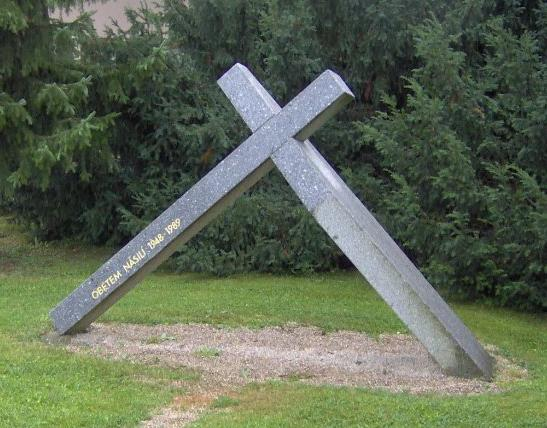
Památník „Obětem násilí 1948–1989“ ve Valašských Kloboukách

### Československo

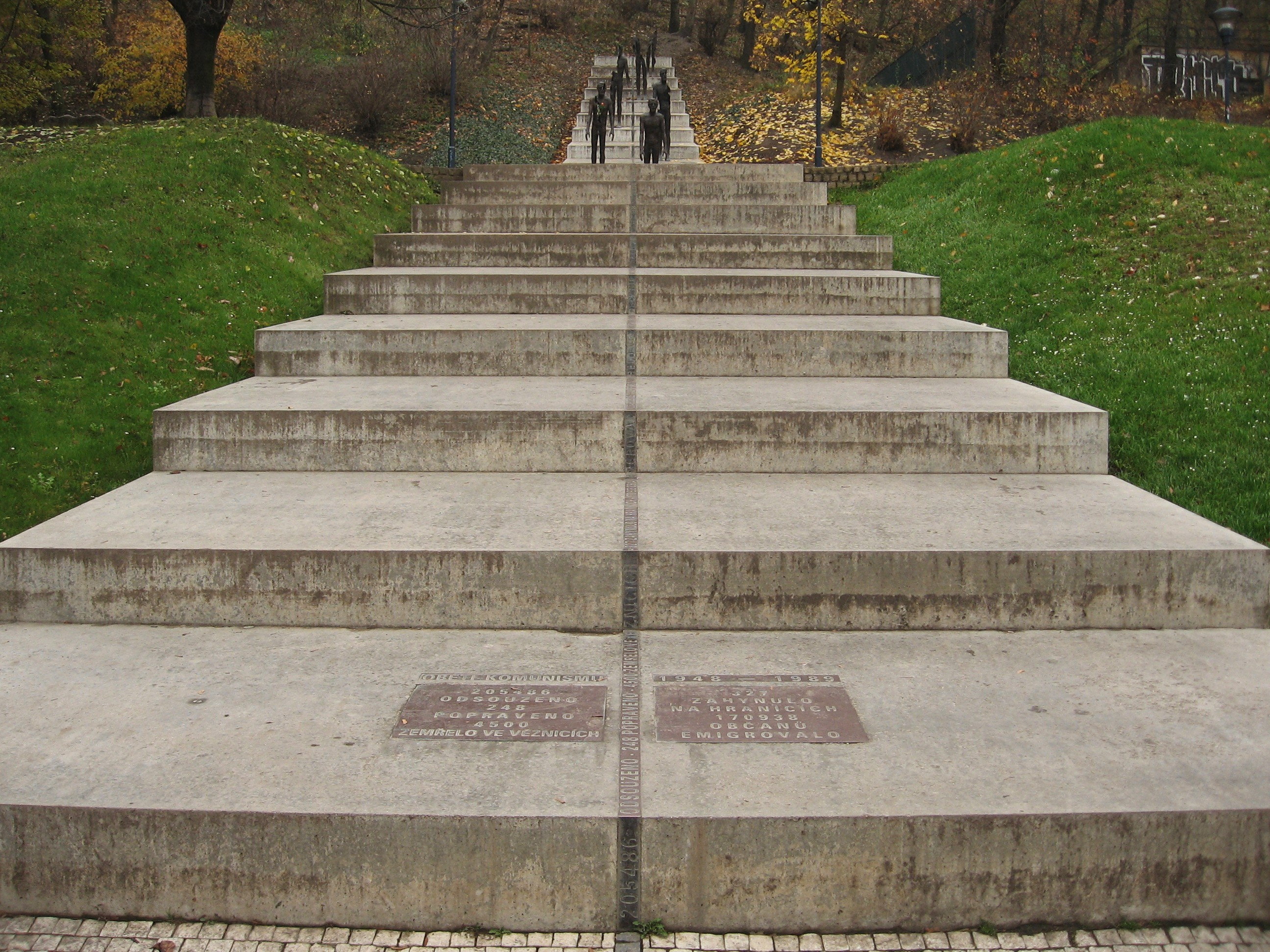
Pomník obětem komunismu na pražském Újezdě s číselnými údaji o obětech

Během tohoto režimu byly statisíce lidí z politických důvodů uvězněny, internovány nebo umístěny do pracovních táborů či PTP a tisíce dalších se staly obětí justičních vražd nebo zemřely ve vězení či při pokusu o překonání železné opony.[zdroj⁠?!]

### Čína
(zdroj: Devět komentářů k Čínské komunistické straně 9 komentářů)
| Období    | Kampaň KS Číny | Počet mrtvých       |
| 1949–1953 | Pozemková reforma Kampaň na odstranění statkářů a kapitalistů Tři antikampaně a Pět antikampaní Potlačení náboženství | 5 milionů           |
| 1957–1961 | Velký skok vpřed Velký hladomor Protipravičácké hnutí                                                                 | 30–40 milionů       |
| 1966–1976 | Velká kulturní revoluce                                                                                               | 8 milionů           |
| 1989      | masakr na Tchien-an-menském náměstí v Pekingu, potlačení protestů studentů                                            | 3 000               |
| 1999–nyní | pronásledování hnutí Fa-lun-kung                                                                                      | přes 10 000 (odhad) |

#### Tibet
(zdroj: Potala – Nadační fond pro Tibet Potala)
Okupace Tibetu Komunistickou stranou Číny (od 1950):
- 1950 – Čínská lidová osvobozenecká armáda o síle 40 000 mužů zaútočila na hlavní město východního Tibetu. O dva dny později porazila osmitisícovou tibetskou armádu.
- 1959 – Ve Lhase vypuklo povstání, které Čína potlačila za cenu 87 000 mrtvých Tibeťanů. Dalajlama opustil Tibet. Přibližně 80 000 Tibeťanů uprchlo z Tibetu, aby se připojili k dalajlamovi v indickém exilu.
- 1962 – 97 procent klášterů v „Tibetské autonomní oblasti" (TAO) a 98–99 procent klášterů v tibetských oblastech mimo TAO je nyní buď vylidněno nebo v troskách. Z 6259 klášterů v Tibetu ušlo zkáze pouze osm.
- 1966 – Maova Kulturní revoluce rozpoutává v Tibetu další vlnu zabíjení a ničení. V důsledku čínské invaze a okupace zahynulo 1,2 milionu Tibeťanů.
- 1996 – Čína v Tibetu zahajuje kampaně Tvrdý úder, Vlastenecká převýchova a Duchovní civilizace. Jejich cílem je přimět Tibeťany aby se zřekli své víry v dalajlamu. Nejvíce postiženy byly kláštery.

## Praxe komunistických režimů

### Politiky
Dějiny komunistických režimů zaznamenaly mnoho různých důrazů, stylů vládnutí a kampaní. V samotném SSSR například počáteční válečný komunismus následovala uvolněnější Nová ekonomická politika, tu stalinský plán industrializace a kolektivizace a léta extenzivního rozvoje nakonec Gorbačovova perestrojka. Existuje však soubor politik a opatření, který je společný většině komunistických režimů a vychází obvykle přímo ze spisů Marxe, Engelse a Lenina. Jednotlivé komunisty řízené státy se sice často podstatně liší v míře a způsobu jejich uplatňování, přesto obvykle tato opatření směřující k ochraně dosažené moci a vybudování beztřídní společnosti tak či onak realizují:
- Zestátnění ekonomiky, zejména klíčových podniků průmyslu, dopravy a finančnictví. Výjimkou bývá kolektivní vlastnictví zejména rolnických družstev, jejichž vznik je často vynucován (kolektivizace). K opatřením proti vykořisťování patří rovněž vysoce progresivní daňová zátěž a značná nivelizace příjmů.
- Centrální řízení všech aspektů ekonomiky. Protože státní monopol a omezení trhu neumožňuje přímé působení tržních sil, musí být všechny aspekty ekonomiky (ceny, investice, struktura a objem výroby) určovány direktivně shora. Od Stalinových dob se obvykle v pětiletém cyklu vyhlašovaly centrální plány celého hospodářství. V tomto plánování se typicky kladl důraz na těžký průmysl a potřeby armády.
- Všeobecná pracovní povinnost. Lidské zdroje jsou stejně jako všechny ostatní výrobní faktory řízeny centrálně a dbá se na to, aby byly maximálně využívány. Vyhýbat se práci se považuje za trestný čin (příživnictví).
- Sociální opatření, především státem financované školství, zdravotnictví a povinný penzijní systém. Komunistické režimy obvykle centrálně zabezpečují i dodávky potravin a jiného základního zboží.
- Emancipační opatření, zejména zrušení stavovských privilegií a nastolení rovnosti pohlaví před zákonem. Typicky, třebaže nikoli bez výjimek, sem patří i usnadnění rozvodů a právo na interrupce. (Radikální sexuální revoluce, již prosazovali někteří raní komunisté, je ovšem potlačena.) Národnostní politika komunistických stran si obvykle v duchu centralismu klade za cíl spíše asimilaci než rovnoprávnost menšin, etnická privilegia v užším smyslu však rovněž bývají formálně odstraňována, jakkoli v praxi mohou přetrvávat.
- Monopolizace politické moci komunistickou stranou (tzv. vedoucí úloha strany), vedoucí ke zrušení či podstatnému omezení demokratické politické soutěže. Vnější rysy zastupitelské demokracie, tj. volby a parlament, sice bývají zachovány, ale není možno volit jiné kandidáty než schválené komunistickou stranou. Stranou řízený výběr kádrů, nomenklatura, rovněž zaručuje, že žádné vyšší pozice v politice, ekonomice a ozbrojených silách nebudou obsazeny lidmi bez stranického schválení. Často navíc dochází ke zdvojování funkcí, kdy vedle odborného řídícího pracovníka existuje jeho politický „dvojník“ z paralelní stranické struktury, například velitel vojenské jednotky – politruk anebo ředitel závodu – předseda závodní organizace komunistické strany. Nebo na vesnici: předseda místního národního výboru a současně předseda místní organizace KSČ.
- Ideologická kontrola a indoktrinace zahrnující mimo jiné přísnou cenzuru a vůbec podstatné omezení svobody projevu a shromažďování, předepsané osnovy škol všech stupňů zahrnující povinnou výuku marxismu, boj proti náboženství a jiným ideovým protivníkům včetně příznivců „nepravověrných“ směrů marxismu. Heslo v padesátých letech "Kdo nejde s námi, jde proti nám" varuje každého, kdo se nechce přidat, a chce jenom stát stranou. Každá diktatura prosazuje kolektivismus: s lidmi jde lépe manipulovat-naproti tomu potírá individualismus, který je "buržoasní manýrou některých intelektuálů". Zájmy jednotlivce se podřizují zájmům kolektivu, tedy státu. Toto heslo vypadá napohled správné, ale jen do chvíle, než ho začne diktatura uplatňovat v praxi. Začátkem let šedesátých nikdo nechtěl pracovat v zemědělství, byly tam malé výdělky. Strana to vyřešila jednoduše: vydala direktivu, že děti rodičů, kteří pracují v zemědělství, musí také pracovat v zemědělství. Dostaly se jen na zemědělské výuční obory nebo školy. Od roku 1948 do roku 1990 nebylo vůbec možno si zakoupit denní tisk západních zemí. Jedině MORNING STAR – list britské komunistické strany, a VOLKSSTIMME – list rakouských komunistů.
- Státní terorismus, tedy státem organizovaný teror a fyzická likvidace skutečných nebo předpokládaných protivníků. Důležitou roli mají speciální oddíly tajné policie, které mohou řídit rozsáhlou síť „převýchovných táborů“ („Gulag“) a věznic. Odhaduje se, že počet obětí komunismu je celosvětově kolem 100 milionů mrtvých.[4]

Vedle toho je častým průvodním jevem, že teoretický marxistický internacionalismus doprovází reálný důraz na nacionalismus; například čeští komunisté na školách vysoce preferovali Aloise Jiráska, jehož dílo je založeno na tezi, že vše dobré pochází od Slovanů, a vše špatné od Němců.
Komunismus – ideální společnost i reálná politika – se stal tématem mnoha významných vědeckých a uměleckých děl. Téma bylo živé zejména v době mezi ruskou revolucí roku 1917 a šedesátými léty 20. století.

### Reflexe v umění
Kromě Stalinem a Ždanovem na dogma povýšeného „socialistického realismu“, tedy rutinního oficiálního umění, vznikala zejména v prvních dekádách Sovětského Svazu i komunisticky angažovaná díla, jež obstála ve zkoušce času pro svou uměleckou hodnotu. Patří sem například filmy Sergeje Ejzenštejna, grafiky El Lisického, Šolochovův román Tichý Don, básně Vladimira Majakovského, povídky Isaaka Babela nebo režijní experimenty Vsevoloda Mejercholda. Že oba posledně jmenovaní skončili stejně jako mnoho jiných tvůrců před popravčí četou, výmluvně svědčí o podmínkách, v nichž sovětské umění vznikalo.
Ještě širší je okruh významných umělců, kteří se komunismem inspirovali, aniž by mu svým dílem sloužili. Prózy jako Doktor Živago Borise Pasternaka, 1984 George Orwella, Jeden den Ivana Děnisoviče a Souostroví Gulag Alexandra Solženicyna nebo Nesnesitelná lehkost bytí Milana Kundery jsou víc než pouhou reflexí jednoho politického režimu. Mimo oblast prózy jsou známé například divadelní hry Václava Havla, tvorba písničkářů Vladimira Vysockého a Karla Kryla, ale třeba i industriální hudba skupiny Laibach.
Téma komunismu zpracovala i nesčetná díla populárního umění od dětského příběhu Neználek ve Slunečním městě Nikolaje Nosova až po bondovky Iana Fleminga.